# HMS Achille (1798)
Pour les autres navires du même nom, voir HMS Achille.
Le HMS Achille est un vaisseau de 74 canons en service dans la Royal Navy entre 1798 et 1815. Il prend part à la bataille de Trafalgar.

## Conception et construction
Les plans du HMS Achille sont basés sur ceux du Pompée, vaisseau français capturé en 1793. Il est construit par Cleverley Bros., un chantier naval privé de Gravesend et lancé le 16 avril 1798.

## Dernières années
En 1815, le navire est désarmé à Chatham et amarré à Sheerness où il reste jusqu'en 1865. Il est alors vendu pour démolition pour un montant de 3 600 £.